# Verrone
Verrone är en ort och kommun i provinsen Biella i regionen Piemonte i Italien. Kommunen hade 1 247 invånare (2018).